# Загитова, Алина Ильназовна
Али́на Ильна́зовна Заги́това (тат. Алинә Илназ кызы Заһитова, род. 18 мая 2002, Ижевск) — российская фигуристка, выступавшая в одиночном катании. Единственная в истории России и вторая в мировой истории после Ким Ён А фигуристка-одиночница, завоевавшая все основные международные титулы в фигурном катании . Олимпийская чемпионка 2018 года в одиночном катании, чемпионка мира (2019) и Европы (2018), победительница финала Гран-при (2017), чемпионка России (2018), серебряный призёр Олимпийских игр 2018 в командных соревнованиях, серебряный медалист чемпионата Европы (2019), финала Гран-при (2018) и чемпионата России 2017 года. Чемпионка мира среди юниоров 2017 года, победительница финала юниорского Гран-при сезона 2016/2017 и чемпионка России среди юниоров (2017). 
Первая юниорка, набравшая более 70 баллов в короткой программе и 200 баллов по сумме программ; первая и единственная фигуристка, преодолевшая порог в 82 балла в короткой программе по старой системе судейства и первая фигуристка, набравшая 80 баллов в короткой и более 150 в произвольной программе по новой. Она единожды побила мировой рекорд в короткой программе по старой (2004—2018) системе судейства и четырежды по новой (2018 и далее). Позже все её рекорды были обновлены.
Мастер спорта России (2016). Мастер спорта России международного класса (2017). Заслуженный мастер спорта России (2018). Кавалер ордена Дружбы (2018).

## Биография
Алина Загитова родилась 18 мая 2002 года в Ижевске (Удмуртия) в татарской семье, её родители — хоккейный тренер Ильназ Загитов и Лейсан Загитова. Есть младшая сестра Сабина (2007 г.р.), которая также занималась фигурным катанием, и тренеры отмечали более выдающиеся способности, чем у Алины, однако в группу Тутберидзе младшая Загитова не попала и выбрала путь помощи сестре в профессиональной карьере.
Через четыре месяца после рождения Алины семья перебралась в Татарстан, город Лениногорск, куда пригласили играть отца спортсменки за местный хоккейный клуб «Нефтяник». Здесь Загитова и провела свои ранние годы, прежде чем вместе с семьёй переехала в другой город в Татарстане, Альметьевск, где во дворце спорта «Юбилейный» и начала заниматься фигурным катанием в возрасте четырёх лет под руководством Дамиры Пичугиной. В 2008 году семья Загитовых вернулась в Ижевск, и Загитова пошла в группу фигурного катания к тренеру Наталье Антипиной. Когда ей было шесть лет, перешла в художественную гимнастику, но вскоре мать снова привела её на каток. Всего же в детстве семь раз пыталась бросить фигурное катание.
По национальности Загитова является татаркой, по вероисповеданию — мусульманкой. Родители дали ей имя только спустя год после рождения, назвав в честь гимнастки Алины Кабаевой. В раннем возрасте увлекалась рисованием.
В июне 2020 года получила аттестат об окончании школы. Училась на факультете журналистики в РАНХиГС по специальности  «Продюсирование и культурная политика», окончила в июле 2024. Также параллельно Алина решила получать второе высшее образование в Российском государственном университете физической культуры, спорта, молодежи и туризма (РГУФКСМиТ), профиль обучения — «Спортивная подготовка по виду спорта „фигурное катание на коньках“». Педагогическая деятельность в области физической культуры и спорта».
В 2020 году в паре с Алексеем Ягудиным вела 7-й сезон телевизионного проекта «Ледниковый период», в 2021 году стала ведущей 8-го сезона шоу «Ледниковый период». В 2021 году во время проведения чемпионата России по фигурному катанию в Санкт-Петербурге впервые выступила в роли репортера от Первого канала. Также работала корреспондентом для Первого канала в Пекине во время Зимней Олимпиады 2022 года. В 2022 году вместе с Алексеем Ягудиным и Анной Щербаковой стала ведущей 9-го сезона шоу «Ледниковый период».

## Спортивная карьера

### Начало
Впервые встала на коньки в 5 лет. Фигурным катанием начала заниматься в 2007 году в Альметьевске, во дворце спорта «Юбилейный», где её отец играл за местный хоккейный клуб «Нефтяник». В 2008—2014 годах тренировалась в ДЮСШ (Ижевск) у тренера Натальи Антипиной. С 2015 года — воспитанница Центра спорта и образования «Самбо-70», отделение «Хрустальный» (Москва), стала тренироваться под руководством Этери Тутберидзе, Сергея Дудакова и Даниила Глейхенгауза. Переезд в Москву был не единственным большим испытанием для юной фигуристки, однажды Алина сломала руку и ногу за короткий промежуток времени, ей пришлось учиться заново ходить, кататься, она растеряла все прыжки, но большие цели в спорте помогли Загитовой пережить эти трудности.

### Среди юниоров

#### Сезон 2016—2017
В феврале 2016 года дебютировала на первенстве России, где финишировала девятой. В августе впервые выступила на юниорском этапе Гран-при во Франции, который выиграла с результатом 194,37 балла, опередив занявшую второе место Каори Сакамото более чем на 15 баллов. В сентябре 2016 года на этапе в Словении лидировала после короткой программы, однако не смогла удержать первенство в произвольной программе и финишировала третьей. В октябре 2016 года в Перми выиграла III этап Кубка России, в ноябре в Казани — IV этап Кубка России.
Золотая медаль во Франции и бронзовая в Словении гарантировали Загитовой попадание в юниорский финал Гран-при, проводившийся в Марселе. Она выиграла этот турнир с преимуществом в 13,36 балла над Анастасией Губановой — серебряной медалисткой турнира, а также стала обладательницей трёх мировых рекордов по сумме баллов в юниорских соревнованиях — в короткой (70,92), произвольной программе (136,51) и по итоговой сумме (207,43).
В конце года на взрослом национальном чемпионате России стала серебряным призёром турнира (после короткой программы занимала 3-е место с результатом 74,26 балла, а по итогам произвольной — 2-я с результатом 146,95 балла, причём за технику Загитова набрала больше баллов, чем Медведева).
В начале февраля 2017 года уверенно выиграла первенство России среди юниоров, заняв первое место в короткой и произвольной программе с большим преимуществом в 15,97 балла над Станиславой Константиновой. Вскоре была отправлена в Турцию на Европейский юношеский Олимпийский фестиваль, который выиграла.
В середине марта в Тайбэе на юниорском чемпионате мира выиграла и короткую, и произвольную программы, с 70,58 и 138,02 баллами соответственно. В сумме набрала 208,60 баллов, что позволило занять первое место, на 6,99 балла опередив серебряную медалистку японку Марин Хонда. В короткой программе Загитова выполнила каскад «тройной лутц — тройной тулуп», тройной риттбергер и двойной аксель, а также получила четвёртый уровень за все свои дорожки шагов и вращения. В произвольной программе она снова выполнила семь тройных прыжков включая каскады «тройной лутц — тройной риттбергер», «двойной аксель — тройной тулуп», а также получила четвёртый уровень за все свои дорожки шагов и вращения. При этом улучшила свои прежние спортивные достижения, установив мировые рекорды в сумме и произвольной программе. В конце марта 2017 года выиграла Спартакиаду учащихся России.
Свой единственный сезон среди юниоров Загитова завершила завоеванием всех основных титулов в юниорском катании. За свою юниорскую карьеру она установила пять мировых рекордов среди юниоров. 5 мая 2017 года стало известно, что Загитова официально перешла во взрослое катание.

### Среди взрослых

#### Олимпийский сезон 2017—2018
Олимпийский сезон 2017/18 Загитова начала с победы: в сентябре 2017 года на первом взрослом соревновании (Lombardia Trophy 2017) выиграла «золото», улучшив все свои прежние достижения.
Через два месяца дебютировала на китайском этапе (Audi Cup of China 2017) серии Гран-при в Пекине, где финишировала первой, опередила Вакабу Хигути и Елену Радионову. После четвёртого места в короткой программе поднялась на первую итоговую позицию после исполнения произвольной «Дон Кихот», где сделала каскад «тройной лутц — тройной риттбергер», ещё четыре тройных, а также вращение четвёртого уровня и дорожку шагов, единственным сбоем был недокрут на тройном лутце, набрала 144,44 балла в произвольной, а итоговая сумма составила 213,88 балла. Через две недели после дебюта на Гран-при выступила на пятом этапе во Франции, где после короткой программы шла только пятой. В произвольной программе «Дон Кихот» продемонстрировала каскады «тройной лутц — тройной риттбергер», «двойной аксель — тройной тулуп», а также ещё четыре тройных и четвёртый уровень за вращения и дорожки шагов. Показала личный рекорд в 151,34 балла и набрала 213,80 в общей сумме, в итоге стала первой.
Победы на обоих этапах позволили Загитовой выступить в финале Гран-при. В короткой программе она заняла второе место, набрав 76,27 баллов и на 0,77 уступив Кэтлин Осмонд. На следующий день в произвольной программе «Дон Кихот» Людвига Минкуса Загитова выполнила семь тройных, включая её фирменный каскад тройной «лутц — тройной риттбергер», с небольшими помарками сделала тройной тулуп в каскаде с двойным акселем и сольный тройной лутц, заработала четвёртый уровень за вращения и дорожки шагов, набрав 147,03 балла, и поднялась со второго места на вершину с личным рекордом 223,30, что позволило фигуристке одержать убедительную итоговую победу в финале Гран-при.
21—24 декабря 2017 года участвовала в чемпионате России. Допустив незначительную ошибку в короткой программе, заняла промежуточное первое место, набрав 78,15 баллов. Произвольную также выиграла, выполнив её безошибочно и получила 155,44 балла, на 10,07 опередив ставшую второй Марию Сотскову, впервые стала чемпионкой России.
В Москве на чемпионате Европы 2018 Загитова — самая молодая участница соревнований — безупречно исполнила короткую программу и установила новый личный рекорд в 80,27 балла, выступая с «Чёрным лебедем», чисто исполнила каскад «тройной лутц — тройной риттбергер», тройной флип, двойной аксель, а также сложные вращения и дорожку шагов четвёртого уровня.
В произвольной программе исполнила: каскады «тройной лутц — тройной риттбергер», «двойной аксель — тройной тулуп», «тройной флип — двойной тулуп — двойной риттбергер», ещё три тройных прыжка, а также двойной аксель и четвёртого уровня вращения и дорожки шагов. Фигуристка поставила личный рекорд в 157,97 балла в произвольной и 238,24 по сумме баллов, заняла первое место, опередив двукратную чемпионку мира Евгению Медведеву более чем на 5 баллов.
По итогам чемпионата Европы была сформирована команда сборной России на Олимпийские игры, состав которой был объявлен 21 января, вошла в неё и Алина Загитова. Перед началом соревнований она считалась одной из вероятных претенденток на победу, в том числе спортивный журнал «Спортс Иллюстрэйтед» прогнозировал золотую медаль для Алины Загитовой на Олимпийских играх в Пхёнчхане.
На Олимпийских играх в Пхёнчхане в составе команды Олимпийских спортсменов из России завоевала серебряную медаль в командных соревнованиях. Выступала в произвольной программе командного турнира, где чисто исполнила все элементы, в том числе сделала каскады: «тройной лутц — тройной риттбергер», «двойной аксель — тройной тулуп», «тройной флип — двойной тулуп — двойной риттбергер», все вращения 4-го уровня, и в результате с большим преимуществом в 20 баллов над вторым местом заняла первую позицию в таблице, набрав максимально возможные 10 баллов, и установила свой личный рекорд — 158,08, что также стало новым олимпийским рекордом.
21 февраля в индивидуальных соревнованиях в короткой программе Загитова исполнила каскад «тройной лутц — тройной риттбергер», а также тройной флип и двойной аксель. Получив 82,92 баллов, установила новый мировой рекорд по сумме баллов в короткой программе и заняла первое место, на 1,31 опередив Евгению Медведеву. 23 февраля в произвольной программе исполнила чисто 11 прыжков, которые все были во второй половине программы и шли подряд один за другим, в том числе каскады с 3+3 и 3+2+2, при этом свой «коронный каскад» — «тройной лутц — тройной риттбергер» — она сделала в конце программы.
Фигуристка исполнила тройной лутц, каскад «двойной аксель — тройной тулуп», каскад «тройной флип — двойной тулуп — двойной риттбергер», каскад «тройной лутц — тройной риттбергер», тройной сальхов, тройной флип и двойной аксель, а также получила четвёртый уровень сложности на все свои дорожки шагов и вращения. Набрала в итоге 156,65 баллов (81,62 за элементы и 75,03 за компоненты). По сумме баллов заняла первое место и завоевала золотую медаль в возрасте 15 лет и 281 день, став второй самой юной победительницей на Олимпийских играх среди фигуристок-одиночниц после Тары Липински (15 лет, 255 дней). За свой образ в произвольной программе «Дон Кихот» получила прозвище «Красная балерина».
На чемпионате мира в Милане заняла 2-е место после короткой программы, уступив Каролине Костнер 0,76 балла. В произвольной программе трижды упала, в итоге финишировала лишь на 5-м месте. В сезоне 2017/2018 в рейтинге отдельно взятого сезона Загитова заняла первое место с 2700 баллами, опередив канадскую фигуристку Кейтлин Осмонд на 152 балла.

#### Сезон 2018—2019
В сентябре 2018 года начала сезон с выступления на Nebelhorn Trophy, где одержала убедительную победу с тремя новыми мировыми рекордными оценками (начиная с этого сезона ISU ведут статистику оценок с нуля), в короткой (79,93) и произвольной программе (158,50) и общей сумме баллов (238,43).
В ноябре выступила на двух этапах Гран-при проходивших в Хельсинки и в Москве, на которых завоевала две золотые медали. На этапе в Хельсинки в короткой программе «Призрак оперы» Загитова исполняя каскад «тройной лутц — тройной риттбергер», ошиблась на тройном риттбергере, без ошибок сделала двойной аксель и тройной флип, а также получила четвёртый уровень сложности на все свои вращения и дорожку шагов, набрав 68,90 балла. В произвольной «Кармен» Загитова исполнила: каскад «тройной лутц — тройной тулуп», тройной сальхов, каскад «тройной флип — двойной тулуп» и ещё один тройной флип, единственная помарка была на риттбергере в каскаде «тройной лутц — тройной риттбергер», а также получила четвёртый уровень сложности на все свои вращения и дорожки шагов, набрав 146,39 балов, с общей суммой 215, 29 она заняла итоговое первое место. На домашнем этапе в короткой программе исполнила фирменный каскад «тройной лутц — тройной риттбергер», двойной аксель, тройной флип, а также получила четвёртый уровень сложности на все свои вращения и дорожку шагов, установив лучший результат сезона — 80,78 балла. В произвольной «Кармен» выполнила каскад «тройной лутц — тройной тулуп», тройной сальхов, но совершила ошибки на тройном лутце и тройных флипах, набрав 142,17 балла в произвольной программе, сохранила лидерство и победила с результатом 222,95 балла, на 24,94 опередив серебряного призёра Софью Самодурову.
Победы на обоих этапах позволили Загитовой выступить в финале Гран-при в канадском Ванкувере, где она заняла промежуточное второе место после короткой программы с результатом 77,93, уступив своей ровеснице японке Рике Кихире (прыгнувшей каскад «тройной аксель — тройной тулуп» и установившей новый мировой рекорд 82,51 балла). В произвольной программе исполнила каскад «тройной лутц — тройной риттбергер», а также ещё шесть тройных, получила четвёртый уровень за свои вращения и дорожку шагов, но допустила ошибку в каскаде «тройной лутц — тройной тулуп» (вместо тройного тулупа прыгнула одинарный), что в итоге позволило ей стать второй с общей суммой 226,53 баллов. Во время трансляции канадский комментатор Тед Бартон сообщил, что перед прокатом в произвольной программе Загитова повредила стопу, наступив на телевизионный кабель и получила травму, но олимпийская чемпионка смогла выйти на лёд.
В декабре на чемпионате России выиграла короткую программу (80,62 балла). В произвольной программе стала лишь 12-й, допустив два падения (131,41 балла), в итоге заняла 5-е место (212,03 балла). Как позже выяснилось, Загитова выступала с сильным ожогом ноги.
В январе выступила на чемпионате Европы в Минске, после короткой программы лидировала с 75,00 баллами. В произвольной программе, совершив ряд ошибок, расположилась на 4-м месте с 123,34 балла, и с общей суммой баллов 198,34 в итоге завоевала серебряную медаль.
В марте выступила на чемпионате мира в Сайтаме. Чисто откатав короткую программу, она выполнила каскад «тройной лутц — тройной риттбергер», двойной аксель, тройной флип и заняла первое место с 82,08 балла — что стало её личным рекордом в сезоне. В произвольной программе она выполнила семь тройных прыжков, включая каскады «тройной лутц — тройной тулуп», «тройной лутц — тройной риттбергер» и «тройной флип — двойной аксель — двойной риттбергер», дважды двойной аксель, а также четвёртого уровня вращения и дорожки шагов, заняла 1-е место с 155,42 баллами и общей суммой баллов 237,50 в итоге опередив на 12,74 балла Элизабет Турсынбаеву, которая заняла второе место, и тем самым стала первой российской фигуристкой, завоевавшей все титулы в мировом фигурном катании. По итогам сезона Алина Загитова стала лучшей среди фигуристок в рейтинге Международного союза конькобежцев, заработав 4510 балла и опередив идущую второй представительницу Японии Сатоко Мияхара на 1051 балл.

#### Сезон 2019—2020
В июле 2019 года стало известно, что в сезоне 2019/2020 в короткой программе фигуристка будет выступать под песню Me Voy израильской певицы Ясмин Леви, в произвольной программе предстанет в образе Клеопатры.
Первое выступление в сезоне на международной арене произошло на коммерческом командном турнире Japan Open, где Загитова выступила за сборную Европы, которая в итоге выиграла золотые медали турнира.
В начале ноября 2019 года выступила на турнире серии Гран-при на французском этапе, где завоевала серебряную медаль, а также представила показательный номер на сезон 2019/2020. Затем в конце ноября 2019 года фигуристка приняла участие в японском этапе, где завоевала бронзовую медаль, что позволило в итоге квалифицироваться в Финал турнира серии Гран-при.
В начале декабря выступила в финале Гран-при, чисто исполнив короткую программу располагалась на промежуточном втором месте с 79,60 баллами, совершив ряд ошибок в произвольной программе (125,63 балла) по итогу заняла шестое место с общей суммой баллов 205,23.
13 декабря в эфире телепередачи «Время» на «Первом канале» объявила о приостановке соревновательной карьеры в фигурном катании, сделав заявление, что не будет принимать участие в чемпионате России, тем самым не сможет бороться за попадание в состав команды на чемпионат Европы и в этом сезоне больше не выступит. При этом она остаётся в составе сборной России.
2 июня 2020 года Алина Загитова заехала на базу в Новогорске для проведения полноценного сбора перед соревновательным сезоном. Позже появилась информация, что она пропустит соревнования в 2020 году. В 2021 году была исключена из состава сборной России.

## Техника
Алина Загитова отличалась выносливостью. До сезона 2018/19 она выполняла все прыжки во второй половине программ — как короткой, так и произвольной. В фигурном катании такое исполнение считалось сложным и оценивалось в дополнительные 10 % от базовой стоимости для всех прыжковых элементов во второй половине программы (начиная с сезона 2018/19 прыжки с надбавкой в 10 % ограничили до одного в короткой и до трёх в произвольной программе). По информации российского сайта «Аргументы и факты», Загитова была первой фигуристкой в мире, выполнявшей все прыжки во второй половине произвольной программы. Также многие прыжки Загитова выполняла с поднятыми вверх руками. Самым сложным прыжковым элементом, который она исполняла, являлся каскад из тройного лутца и тройного риттбергера.
По версии интернет-газеты «Бизнес Online», Загитова не исполняла тройной аксель, по причине того, что «у неё периодически проблемы и с двойным». Также в том материале указывалось на нестабильные тройные сальхов и тулуп Загитовой, а также её неспособность к выполнению четверных прыжков.
Колумнистка «USA Today» Кристин Бреннан отмечала, что олимпийская произвольная программа Загитовой была плохо сбалансирована — все прыжки выполнялись во второй половине проката. Вследствие чего, Одри Вайзигер, тренер трёхкратного чемпиона США и участника Олимпийских игр Майкла Вайсса, предлагала зачесть фигуристке баллы за прыжки, но снизить очки за общее впечатление и цельность постановки. Пол Уайли указывал на проблемы с мастерством катания у Загитовой, в частности на низкую скорость передвижения по площадке. Эшли Вагнер также подвергла критике построение программы, отметив, что «Загитова убивала время в начале проката, а во второй половине просто прыгала. Это не постановка».

## Программы
| Сезон     | Короткая программа | Произвольная программа | Показательные номера |
| --------- | --- | --- | --- |
| 2021—2022 | Не участвовала в соревнованиях                                                                                               | Не участвовала в соревнованиях | - «Can’t Help falling in love» в живом исполнении Дианы Анкудиновой - «Я» Манижа - «Эсмеральда» Нотр-Дам де Пари Риккардо Коччанте хореограф-постановщик Даниил Глейхенгауз |
| 2020—2021 | Не участвовала в соревнованиях                                                                                               | Не участвовала в соревнованиях | - «Внутренний свет» To Build a Home в исполнении The Cinematic Orchestra хореограф-постановщик Даниил Глейхенгауз - «Эсмеральда» Нотр-Дам де Пари Риккардо Коччанте хореограф-постановщик Даниил Глейхенгауз - «Will I make it out alive» в исполнении Томми Профитта хореограф-постановщик Илья Авербух |
| 2019—2020 | - «Me Voy» Ясмин Леви хореограф-постановщик: Даниил Глейхенгауз, Этери Тутберидзе                                            | - «The Feelings Begin» Питер Гэбриэл (из фильма «Последнее искушение Христа») - «Lawrence d’Arabie (Ouverture)» Морис Жарр (из фильма «Лоуренс Аравийский») - «Ramses» Хатир Хичам хореограф-постановщик Даниил Глейхенгауз | - «Outro» M83 хореограф-постановщик Даниил Глейхенгауз - «Bad Guy» Билли Айлиш хореограф-постановщик Даниил Глейхенгауз |
| 2018—2019 | - Призрак Оперы Эндрю Ллойд Уэббер хореограф-постановщик Даниил Глейхенгауз                                                  | - Кармен-сюита Родион Щедрин хореограф-постановщик Даниил Глейхенгауз | - «Survivor» Destiny's Child в исполнении 2WEI (из фильма «Tomb Raider: Лара Крофт») хореограф-постановщик Даниил Глейхенгауз |
| 2017—2018 | - Чёрный Лебедь Клинт Мэнселл - «The Middle of the World» (из фильма «Лунный свет») хореограф-постановщик Даниил Глейхенгауз | - Дон Кихот Людвиг Минкус хореограф-постановщик Этери Тутберидзе | - «Afro Blue» Джазмея Хорн хореограф-постановщик Даниил Глейхенгауз |
| 2016—2017 | - Самсон и Далила Камиль Сент-Санс                                                                                           | - Дон Кихот Людвиг Минкус хореограф-постановщик Этери Тутберидзе | - Розовая пантера Генри Манчини |
| 2015—2016 | - Розовая пантера Генри Манчини                                                                                              | - «Unchained Melody (Dance)» - «The Love Inside» - «Suspend My Disbelief» - «I Had a Life» (из мюзикла «Привидение») Дэйв Стюарт и Глен Баллард в исполнении Ричарда Флишмана и Каисси Леви                                 | |

## Спортивные достижения
| Соревнования                                | 15/16                        | 16/17                        | 17/18                        | 18/19                        | 19/20                        |
| Международные индивидуальные                | Международные индивидуальные | Международные индивидуальные | Международные индивидуальные | Международные индивидуальные | Международные индивидуальные |
| ------------------------------------------- | ---------------------------- | ---------------------------- | ---------------------------- | ---------------------------- | ---------------------------- |
| Зимние Олимпийские игры                     |                              |                              | 1                            |                              |                              |
| Чемпионаты мира                             |                              |                              | 5                            | 1                            |                              |
| Чемпионаты Европы                           |                              |                              | 1                            | 2                            |                              |
| Финалы Гран-при                             |                              |                              | 1                            | 2                            | 6                            |
| Этапы Гран-при. Cup of China                |                              |                              | 1                            |                              |                              |
| Этапы Гран-при. Internationaux de France    |                              |                              | 1                            |                              | 2                            |
| Этапы Гран-при. NHK Trophy                  |                              |                              |                              |                              | 3                            |
| Этапы Гран-при. Rostelecom Cup              |                              |                              |                              | 1                            |                              |
| Этапы Гран-при. Финляндия                   |                              |                              |                              | 1                            |                              |
| Челленджеры. Кубок Ломбардии                |                              |                              | 1                            |                              |                              |
| Челленджеры. Nebelhorn Trophy               |                              |                              |                              | 1                            |                              |
| Международные командные                     |                              |                              |                              |                              |                              |
| Зимние Олимпийские игры                     |                              |                              | 2                            |                              |                              |
| Japan Open                                  |                              |                              | 1                            | 2                            | 1                            |
| Национальные                                |                              |                              |                              |                              |                              |
| Чемпионаты России                           |                              | 2                            | 1                            | 5                            |                              |
| Этапы Кубка России. III этап                |                              | 1                            |                              |                              |                              |
| Этапы Кубка России. IV этап                 |                              | 1                            |                              |                              |                              |
| Спартакиада учащихся России                 |                              | 1                            |                              |                              |                              |
| Первенство России среди юниоров             | 9                            | 1                            |                              |                              |                              |
| Открытое первенство Москвы среди юниоров    | 4                            |                              |                              |                              |                              |
| Международные среди юниоров                 |                              |                              |                              |                              |                              |
| Чемпионаты мира среди юниоров               |                              | 1                            |                              |                              |                              |
| Финалы юниорского Гран-при                  |                              | 1                            |                              |                              |                              |
| Этапы юниорского Гран-при. Франция          |                              | 1                            |                              |                              |                              |
| Этапы юниорского Гран-при. Словения         |                              | 3                            |                              |                              |                              |
| Европейский юношеский Олимпийский фестиваль |                              | 1                            |                              |                              |                              |

### Подробные результаты
Примечание. Цветом выделены медали. На чемпионатах ИСУ награждают малыми медалями за короткую и произвольную программу. 
Текущие мировые рекорды по системе ИСУ выделены жирным курсивом, предыдущие — жирным.
| Дата                | Соревнование                                             | КП            | ПП            | Сумма         |
| Сезон 2019—20       | Сезон 2019—20                                            | Сезон 2019—20 | Сезон 2019—20 | Сезон 2019—20 |
| ------------------- | -------------------------------------------------------- | ------------- | ------------- | ------------- |
| 5—8 декабря 2019    | Финал Гран-при 2019/2020                                 | 2 79,60       | 6 125,63      | 6 205,23      |
| 22—24 ноября 2019   | Этапы Гран-при. NHK Trophy 2019                          | 4 66,84       | 3 151,15      | 3 217,99      |
| 1—3 ноября 2019     | Этапы Гран-при. Internationaux de France 2019            | 2 74,24       | 3 141,82      | 2 216,06      |
| 5 октября 2019      | Japan Open 2019                                          | —             | 2 154,41      | 1 (команда)   |
| Сезон 2018—19       |                                                          |               |               |               |
| 18—24 марта 2019    | Чемпионат мира 2019                                      | 1 82,08       | 1 155,42      | 1 237,50      |
| 21—27 января 2019   | Чемпионат Европы 2019                                    | 1 75,00       | 4 123,34      | 2 198,34      |
| 19—23 декабря 2018  | Чемпионат России 2019                                    | 1 80,62       | 12 131,41     | 5 212,03      |
| 6—9 декабря 2018    | Финалы Гран-при 2018/2019                                | 2 77,93       | 2 148,60      | 2 226,53      |
| 16—18 ноября 2018   | Этапы Гран-при. Rostelecom Cup 2018                      | 1 80,78       | 1 142,17      | 1 222,95      |
| 2—4 ноября 2018     | Этапы Гран-при. Хельсинки 2018                           | 1 68,90       | 1 146,39      | 1 215,29      |
| 6 октября 2018      | Japan Open 2018                                          | —             | 1 159,18      | 2 (команда)   |
| 26—29 сентября 2018 | Челленджеры. Nebelhorn Trophy 2018                       | 1 79,93       | 1 158,50      | 1 238,43      |
| Сезон 2017—18       |                                                          |               |               |               |
| 21—25 марта 2018    | Чемпионат мира 2018                                      | 2 79,51       | 7 128,21      | 5 207,72      |
| 21—23 февраля 2018  | Зимние Олимпийские игры 2018 Индивидуальные соревнования | 1 82,92       | 2 156,65      | 1 239,57      |
| 9—12 февраля 2018   | Зимние Олимпийские игры 2018 Командные соревнования      | —             | 1 158,08      | 2 (команда)   |
| 15—21 января 2018   | Чемпионат Европы 2018                                    | 1 80,27       | 1 157,97      | 1 238,24      |
| 21—24 декабря 2017  | Чемпионат России 2018                                    | 1 78,15       | 1 155,44      | 1 233,59      |
| 7—10 декабря 2017   | Финалы Гран-при 2017/2018                                | 2 76,27       | 1 147,03      | 1 223,30      |
| 17—19 ноября 2017   | Этапы Гран-при. Internationaux de France 2017            | 5 62,46       | 1 151,34      | 1 213,80      |
| 3—5 ноября 2017     | Этапы Гран-при. Audi Cup of China 2017                   | 4 69,44       | 1 144,44      | 1 213,88      |
| 7 октября 2017      | Japan Open 2017                                          | —             | 3 145,28      | 1 (команда)   |
| 14—17 сентября 2017 | Челленджеры. Lombardia Trophy 2017                       | 3 71,29       | 1 147,17      | 1 218,46      |
| Сезон 2016—17       |                                                          |               |               |               |
| 24—29 марта 2017    | Спартакиада учащихся России 2017                         | 1 77,53       | 1 140,00      | 1 217,53      |
| 15—19 марта 2017    | Чемпионат мира среди юниоров 2017                        | 1 70,58       | 1 138,02      | 1 208,60      |
| 13—15 февраля 2017  | Зимний европейский юношеский Олимпийский фестиваль 2017  | 1 58,30       | 1 128,76      | 1 187,06      |
| 1—5 февраля 2017    | Чемпионат России среди юниоров 2017                      | 1 74,46       | 1 142,36      | 1 216,82      |
| 20—26 декабря 2016  | Чемпионат России 2017                                    | 3 74,26       | 2 146,95      | 2 221,21      |
| 8—11 декабря 2016   | Финал юниорского Гран-при 2016/2017                      | 1 70,92       | 1 136,51      | 1 207,43      |
| 07—11 ноября 2016   | 4-й Этап Кубка России 2016                               | 1 70,87       | 2 123,34      | 1 194,21      |
| 25—29 октября 2016  | 3-й Этап Кубка России 2016                               | 3 56,36       | 1 138,53      | 1 194,89      |
| 22—24 сентября 2016 | Этап юниорского Гран-при. Словения                       | 1 68,09       | 4 109,29      | 3 177,38      |
| 24—27 августа 2016  | Этап юниорского Гран-при. Франция                        | 1 68,07       | 1 126,30      | 1 194,37      |
| Сезон 2015—16       |                                                          |               |               |               |
| 19—23 января 2016   | Чемпионат России среди юниоров 2016                      | 12 52,85      | 8 108,08      | 9 160,93      |

### Мировые рекорды
| Дата                                       | Баллы                                  | Соревнование                           | Примечание                                                        |
| Рекорды одиночниц в короткой программе     | Рекорды одиночниц в короткой программе | Рекорды одиночниц в короткой программе | Рекорды одиночниц в короткой программе                            |
| ------------------------------------------ | -------------------------------------- | -------------------------------------- | ----------------------------------------------------------------- |
| 16 ноября 2018                             | 80.78                                  | Rostelecom Cup 2018                    | Рекорд побит Рикой Кихирой на Финале Гран-при 2018                |
| 27 сентября 2018                           | 79.93                                  | Nebelhorn Trophy 2018                  |                                                                   |
| Рекорды одиночниц в произвольной программе |                                        |                                        |                                                                   |
| 28 сентября 2018                           | 158.50                                 | Nebelhorn Trophy 2018                  | Рекорд побит Александрой Трусовой на Мемориале Ондрея Непелы 2019 |
| Рекорды одиночниц по сумме двух программ   |                                        |                                        |                                                                   |
| 28 сентября 2018                           | 238.43                                 | Nebelhorn Trophy 2018                  | Рекорд побит Александрой Трусовой на Мемориале Ондрея Непелы 2019 |

### Исторические мировые рекорды
Примечание. Из-за введения новой системы оценивания элементов +5 / −5 GOE (качество исполнения), которая заменила предыдущую систему +3 / −3 GOE, а также корректировки базовой оценки многих элементов, ISU решил, что вся статистика, начиная с сезона 2018—2019, ведётся с нуля, и все предыдущие статистические данные являются историческими.
Алина Загитова является обладательницей одного исторического мирового рекорда во взрослых соревнованиях и пяти — в юниорских.
| Дата                                     | Баллы                                  | Соревнование                           | Примечание |
| Рекорды одиночниц в короткой программе   | Рекорды одиночниц в короткой программе | Рекорды одиночниц в короткой программе | Рекорды одиночниц в короткой программе |
| ---------------------------------------- | -------------------------------------- | -------------------------------------- | --- |
| 21 февраля 2018                          | 82,92                                  | Олимпийские игры 2018                  | Обладатель мирового рекорда по набранным очкам в короткой программе. Превзошла рекорд Евгении Медведевой спустя 10 минут после того, как Медведева обновила собственный рекорд. |
| Рекорды юниорок по сумме двух программ   |                                        |                                        | |
| 19 марта 2017                            | 208,60                                 | Чемпионат мира среди юниоров 2017      | Рекорд был превзойдён Александрой Трусовой на Чемпионате мира среди юниоров 2018                                                                                                |
| 11 декабря 2016                          | 207,43                                 | Финал Гран-при среди юниоров 2016/2017 | Первая юниорка, получившая более 200 баллов |
| Рекорды юниорок в короткой программе     |                                        |                                        | |
| 10 декабря 2016                          | 70,92                                  | Финал Гран-при среди юниоров 2016/2017 | Первая юниорка, получившая более 70 баллов в короткой программе. Рекорд был превзойдён Алёной Косторной на Финале Гран-при среди юниоров 2017/2018                              |
| Рекорды юниорок в произвольной программе |                                        |                                        | |
| 19 марта 2017                            | 138,02                                 | Чемпионат мира среди юниоров 2017      | Рекорд был превзойдён Александрой Трусовой на Чемпионате мира среди юниоров 2018                                                                                                |
| 11 декабря 2016                          | 136,51                                 | Финал Гран-при среди юниоров 2016/2017 | |

### Прочие достижения
- Загитова являлась первой фигуристкой в мире, которая исполняла все прыжковые элементы, включая каскады, во второй половине программы: как короткой, так и произвольной[33][136]. После зимних Олимпийских игр 2018 года в Пхёнчхане это стало причиной изменения правил Международным союзом конькобежцев, инициированного Федерациями фигурного катания Канады и Японии[137]. Эти изменения получили неофициальное название «Правило Загитовой»[136][138].
- На зимних Олимпийских играх 2018 года в Пхёнчхане Загитова первой принесла золотую медаль Олимпийским спортсменам из России и является одной из двух наряду с российскими хоккеистами, кто выиграл золотую медаль в кризисный для России период в связи с допинговым скандалом[139].
- Стала первой в истории фигуристкой, выигравшей Олимпиаду в своём первом же сезоне на взрослом уровне[140].
- Является первой российской фигуристкой и второй в мире после Ким Ён А, выигравшей все крупнейшие международные турниры по фигурному катанию. Этого она смогла добиться в 16 лет всего за два года[141].
- Является первой фигуристкой с 1985 года, выигравшей чемпионат мира в первый сезон после победы на Олимпиаде. Последний раз подобного достижения добивалась немецкая фигуристка Катарина Витт[142]

## Публичная деятельность
После победы на Олимпийских играх Алина Загитова стала особенно популярной в Японии. В 2018 году она получила в подарок от Японии щенка женского пола породы акита-ину. На церемонии вручения собаки в Москве присутствовал премьер-министр Японии Синдзо Абэ с супругой. Щенка женского пола назвали Масару (яп. マサル (мужское имя) — «превосходный», «крупный», «командующий»). После этого Загитова вместе с собакой часто появлялась на японском телевидении. У неё появилась своя фирменная «поза Масару», в которой она часто позировала на камеру. В 2019 году Загитова вместе с Масару побывала в резиденции премьер-министра Японии Синдзо Абэ. Он назвал собаку символом российско-японской дружбы. В 2018—2019 годах в Японии Загитова участвовала в целом ряде шоу: Fantasy on Ice, Dream on Ice, The Ice, Stars on Ice.

### Общественно-политическая
В марте 2018 года в возрасте 15 лет вместе с Евгенией Медведевой и тренером Этери Тутберидзе участвовала в митинг-концерте в поддержку кандидата в президенты Владимира Путина. Сопредседатель движения «Голос» Григорий Мельконьянц отмечал, что участие Загитовой в агитационном концерте являлось нарушением избирательного законодательства, запрещающего прямое или косвенное привлечение к агитации несовершеннолетних лиц.
В 2020 году выступила в поддержку референдума о поправках в конституцию РФ и приняла участие в голосовании, о чём отчиталась в социальных сетях (заменив изначально упомянутую мою любимую Удмуртию Москвой). Сам пост был закрыт для комментариев.
В июне 2023 года участвовала в сессии ПМЭФ «Спорт в новой реальности: от соревнований к продукту», среди других участников — Роман Ротенберг, Елена Вяльбе и Ксения Шойгу.
Поддержала решение Владимира Путина о выдвижении в качестве кандидата на выборах президента РФ 2024 года: «Владимир Владимирович всегда поддерживал спорт, и поэтому со своей стороны я тоже поддерживаю его. Я могу сказать, что спорт при нём очень сильно развивается, поэтому я оцениваю его высоко».

### Реклама

#### 2018 год
В апреле появилась в рекламном ролике «Сбербанка». 1 августа стала глобальным послом японского косметического бренда Shiseido.
19 ноября подписала рекламный контракт с японской компанией Airweave. Японцы связывают её популярность в Японии с её азиатской внешностью. Фигуристка Юко Кавагути связывает её популярность с красивой европейской внешностью, которая у японцев в моде.

#### 2019 год
5 февраля стала глобальным послом немецкого бренда спортивной одежды и обуви Puma. В сентябре снялась в рекламе мобильной игры Madoka Magica, а в ноябре — в рекламе питьевой воды Aqua Minerale Active.

#### 2021 год
В апреле появилась в рекламе платёжной системы «Мир».
25 мая прошла съёмка нового показательного номера в Токио, который посвящен дружбе народов России и Японии, премьера состоялась 18 июня для японских зрителей с возможностью смотреть запись номера в разных ракурсах на четырёх экранах одновременно.
21 июня стала амбассадором компании TOY.RU.

#### 2023 год
25 апреля стала амбассадором одной из крупнейших российских компаний «Татнефть». 16 ноября представила свою собственную линию одежды под одноимённым названием Alina Zagitova.

### Ледовые шоу

#### 2018 год
В марте приняла участие в японском ледовом шоу The Legends.
С 20 по 22 апреля выступала в ледовом шоу в Корее в рамках мероприятия ThinQ Ice Fantasia.

#### 2019 год
20 и 21 апреля выступала со своими соревновательными программами в шоу Этери Тутберидзе «Чемпионы на льду».
После объявления о приостановке участия в официальных соревнованиях в 2019 году. Загитова приняла участие в новогоднем ледовом шоу Татьяны Навки «Спящая красавица: легенда двух королевств».

#### 2020 год
1 февраля выступила в ледовом шоу на льду озера в Доброграде. В том же месяце выступала в швейцарском шоу Art on Ice с новыми показательными номерами под композиции «Hallelujah» Леонарда Коэна и «Glitter & Gold» Ребекки Фергюсон.
7 ноября выступила на фестивале «Влюбленные в фигурное катание», где презентовала свою новую показательную программу «Эсмеральда».
В декабре выступила в шоу Татьяны Навки «Спящая красавица».

#### 2021 год
5—7 февраля принимала участие в роли капитана в командном турнире «Кубок Первого канала», где её команда «Красная машина» одержала победу.
27 марта приняла участие в фестивале Muus uSTAR в Якутске, где провела мастер-класс и выступила с номером на шоу фигуристов.
В апреле выступала на шоу Этери Тутберидзе в туре «Чемпионы на льду», где презентовала новую показательную постановку «Внутренний свет».
В июле—августе исполняла главную роль в ледовом шоу Татьяны Навки «Руслан и Людмила», а 3 сентября приняла участие в шоу Art on Ice — Special в Цюрихе.
25 сентября фигуристка выступила на шоу «Влюбленные в фигурное катание» с номером «Внутренний свет». 4-5 декабря выступала в Дубае с шоу «Спящая красавица», приуроченное ко Дню России на выставке «Экспо-2020».
27 декабря Загитова представила номера «Эсмеральда» и «Я» на шоу Тамары Москвиной, премьера программы «Я» прошла днем ранее в рамках Показательных выступлений на Чемпионате России по фигурному катанию в Санкт-Петербурге.
С 30 декабря 2021 года по 8 января 2022 года выступала в главной роли в шоу «Аленький цветочек» в Санкт-Петербурге.

#### 2022 год
В апреле вместе с другими фигуристами приняла участие в шоу Этери Тутберидзе «Чемпионы на льду». Гастрольный тур проходил с 9 по 29 апреля в Минске, Москве, Красноярске, Самаре, Нижнем Новгороде и Ташкенте. 15 апреля выступила на шоу Ильи Авербуха посвященном юбилею Татьяны Тарасовой, где представила публике новый показательный номер под композицию Can’t Help falling in love в живом исполнении певицы Дианы Анкудиновой. Выступление Загитовой сопровождалось огненным шоу.

### Журналистика
С октября по декабрь 2020 года вместе с соведущим Алексеем Ягудиным вела седьмой сезон шоу «Ледниковый период». В феврале 2022 года вместе с Евгенией Медведевой и Маргаритой Мамун вошла в команду экспертов и репортеров Первого канала и комментировала Игры в Пекине с места событий. С 25 по 27 марта 2022 года работала в качестве ведущей на Кубке Первого канала в Саранске.

### Происшествия
Как отмечает Русская служба Би-би-си, спортивное соперничество Загитовой и Евгении Медведевой привлекло к фигурному катанию новых болельщиков. В свою очередь, противостояние фигуристок спровоцировало конфликт между их фанатами, в который также были втянуты спортсмены и тренеры. Так, в 2018 году олимпийский чемпион в парном катании Максим Траньков отметил, что «победа Загитовой на Олимпиаде была абсолютно заслуженной, но все спортсмены болели за Медведеву, а за Алину никто не болел». Этот комментарий, по информации Би-би-си, вызвал бурные протесты фанатов Загитовой в соцсетях.

## Признания и награды
- Победитель конкурса «Юниор года — 2017» по версии журнала «Юниорспорт»[188].
- Орден Дружбы (28 февраля 2018) — за высокие спортивные достижения на XXIII Олимпийских зимних играх 2018 года в городе Пхенчхане (Республика Корея), проявленные волю к победе, стойкость и целеустремлённость[189].
- Почётное звание «Заслуженный мастер спорта России» (12 февраля 2018)[190].
- Лауреат Национальной спортивной премии, учреждённой Правительством Российской Федерации, за 2018 год в номинации «Гордость России» в категории «Лучшая спортсменка» (4 декабря 2018)[191][192][193].
- Дважды лауреат премии «Серебряная лань», присуждаемой Федерацией спортивных журналистов России, — по результатам голосования спортивных журналистов признана одним из десяти лучших спортсменов 2017 года (награждена 29 марта 2018)[194][195][196] и 2018 года (награждена 27 февраля 2019)[197][198][199].
- Почётный знак «За заслуги перед городом Ижевском» (19 апреля 2018)[200].
- Медаль мусульман Российской Федерации «За духовное единение» (награждена на международном фестивале «Сабантуй») (22 июля 2018)[201].
- Человек года в спорте — по результатам опроса, проведённого Фондом «Общественное мнение» среди жителей России в 2018 году[202][203].
- Номинант на премию и на звание спортсменки года по версии Women’s Sports Foundation[англ.] в 2018 году[204].
- «Спортсменка месяца» по версии United States Sports Academy[англ.] в ноябре 2018 года[205][206] и в марте 2019 года[207].
- Пятое место в рейтинге самых популярных людей 2018 года по версии поисковой системы «Яндекс». В рейтинг вошли люди, чьи фамилии были наиболее популярными в поисковых запросах в 2018 году (за период с 1 января по 19 ноября 2018 года)[208][209][210].
- Авиакомпания «Россия» разместила изображение Алины Загитовой на ливрее пассажирского самолёта Airbus A319[211].
- Лауреат премии журнала OK! «Больше чем звёзды» 2018 в номинации «Главный герой. Спорт»[212].
- В честь Загитовой назвали скаковую лошадь[213].
- В 2018 году Загитова заняла 20 место в рейтинге самых популярных спортсменок по версии американского спортивного телеканала ESPN[214], а в 2019 в этом же рейтинге — 25-е место[215].
- Заняла первое место вместе с футболистом Александром Головиным в списке 30 самых перспективных россиян моложе 30 лет по версии Forbes от 2019 года в категории «Спорт и киберспорт»[216]. В том же году стала 33-й в рейтинге самых успешных российских звёзд шоу-бизнеса и спорта моложе 40 лет по версии издания Forbes с годовым доходом 0,8 млн долларов[217]. В 2020 году стала 31-й в рейтинге самых успешных российских звёзд моложе 40 лет по версии издания с годовым доходом 1,1 млн долларов[218].
- Победитель в категории «Спортсменка года» в номинации «Женщина года — 2019» по версии журнала Glamour[219]. Номинант на премию «Женщина года — 2018» в категории «Спортсменка года» по версии журнала Glamour[220][221].
- В 2018 году, в опросе, проведенным ВЦИОМ, наряду с Евгенией Медведевой заняла первое место в рейтинге самых популярных спортсменов России[222], в 2019 году вместе с Хабибом Нурмагомедовым также возглавила аналогичный рейтинг[источник не указан 467 дней], в 2020 году вошла в первую пятёрку[223].
- Вошла в топ-30 рейтинга спортсменов в 2019[224] и 2020 годах[225] по данным «Медиалогии», занимая оба раза 6-е место.
- В 2020 году признана МОК «олимпийской иконой стиля» по результатам голосования в Twitter и Instagram на официальном сайте[226].
- В мае 2020 года на японском сайте Suki-Kira заняла второе место в рейтинге любимых фигуристов в Японии после Юдзуру Ханю и первое среди женщин[227].
- В 2020 году заняла 5 место в списке самых красивых россиянок по версии японского журнала Menjoy[228].
- В 2020 году признана японским изданием The Digest самой красивой спортсменкой в мире[229].
- В 2020 году, согласно исследованию холдинга Romir, вошла в топ-10 спортсменов, вызывающих наибольшее доверие у россиян[230].
- В сентябре 2020 года заняла третье место по количеству упоминаний в СМИ среди деятелей искусства и шоу-бизнеса[231], а по итогам 2020 года вошла в Топ-15 деятелей шоу-бизнеса и культуры по упоминаниям в СМИ[232].
- В ноябре 2020 года получила награду в категории «Самая популярная спортсменка» по версии «Матч ТВ»[233].
- Признана самой успешной фигуристкой России в 2020 году в рейтинге издания Sport24[источник не указан 467 дней].
- Признана лучшей телеведущей года в России согласно голосованию, проведённому газетой «Комсомольская правда» в 2020[234], 2021[235] и 2022 году[источник не указан 467 дней].
- В 2021 году вошла в Топ-3 списка фигуристов, которых чаще всего искали в поисковой системе Google за последние 15 лет[236].
- В 2021 году вошла в десятку медиарейтинга российских женщин за год, согласно данным компании «Медиалогия»[237].
- В 2021 году стала второй в рейтинге спортсменов, которые пользуются наибольшим доверием у россиян, составленный исследовательским холдингом «Ромир»[238].
- По итогам 2021 года вошла в Топ-10 самых обсуждаемых спортсменов в социальной сети «Одноклассниках»[239].
- По итогам 2021 года вошла в ТОП-10 самых упоминаемых женщин России[240].
- По итогам 2021 года вошла в ТОП-30 самых упоминаемых в СМИ российских спортсменов в 2021 году, разместившись на 20 месте[241].
- Победитель премии First Ladies Awards Russia’21 в номинации Lady Brilliance (2022)[242].
- Победитель премии MarSpo в номинации «Спортсмен нового времени» (2022)[243].
- Самая красивая спортсменка России по версии пользователей издания «РИА Новости»[244].

## Телевидение
- «Детская болезнь крутизны» — специальный репортаж (30 марта 2017, Матч ТВ)[245].
- «Из льда и пламени» — документальный фильм (14 февраля 2018, RTД)[246].
- «Добровольцы России» — мотивирующий ролик в поддержку волонтёрского движения (3 октября 2018 года)[247].
- «Королева Загитова: вся правда о карьере» — документальный фильм (10 февраля 2020, TV Asahi, Япония)[248].
- «Ледниковый период» — ведущая 7-го и 8-го сезонов телевизионного проекта на «Первом канале» совместно с Алексеем Ягудиным (3 октября — 26 декабря 2020[249], 2 октября 2021 — 2 января 2022[250]).
- «Ледниковый период» — ведущая 9-го сезона вместе с Алексеем Ягудиным и Анной Щербаковой (с 15 октября 2022[251]).
- «Вечерний Ургант» — гость (выпуски от 12 апреля 2019 года[252], 16 декабря 2019[253], 2 октября 2020[254] и 4 февраля 2021[255]).
- «Сегодня вечером» — гость программы посвященной проекту Ледниковый Период 2020 (19 декабря 2020 года[256]).
- «A dog named Palma» — международная версия фильма Александра Домогарова-младшего «Пальма» — сыграла эпизодическую роль самой себя вместе со своей собакой Масару (премьера состоялась в Японии 26 мая 2021 года)[257].
- «Шоу Воли» — гость (выпуск от 20 августа 2023 года[258]).